# Kahlden (Adelsgeschlecht)
Kahlden ist der Name eines alten, ursprünglich rügischen Adelsgeschlechts, das später auch in Preußen zu Besitz und Ansehen gelangte.

## Geschichte
Das Geschlecht erscheint zuerst urkundlich in den Jahren 1250 bis 1284 mit dem Ritter Jarezlaf de Kalende, mit dem auch die durchgängige Stammreihe der Familie beginnt. Die gesicherte Geschichte derer von Kahlden beginnt im Fürstentum Rügen. Die Familie teilte sich bereits im 14. Jahrhundert in einen roten Stamm auf Maltzien und einen schwarzen Stamm auf Grabow. Mit Jarslav Kahlden, urkundlich genannt ab 1520, Sohn Erbherrn auf Renz Erich Kahlende, vormals Gardvogt in Garz, stellte die Familie für die Jahre 1536 bis 1551 den Landvogt von Rügen, das höchste Amt des Adels auf Rügen.
Der herzoglich pommersche Landrentmeister und Erbherr auf Savenitz, Henning von Kahlden (1614–1630) war der Verfasser der vorpommerschen Hufenmatrikel und leistete damit einen bedeutenden Beitrag zur Landesverwaltung.
Im Jahre 1794 erfolgte die Anerkennung der mecklenburgischen Indigenatsrechte für die Familie. Mit dem Major Gustav Theodor Hans von Kahlden (1789–1835) stellten die von Kahlden einen großherzoglich mecklenburgischen Hofmarschall.
Der kinderlose preußische Generalmajor Georg Balthasar von Normann (1721–1795), adoptierte seinen Neffen Balthasar Ernst Alexander Ferdinand von Kahlden (1766–1821), welcher die Familie von Kahlden-Normann bzw. Kahlden von Normann begründete, nachdem er mit königlicher Erlaubnis vom 4. Dezember 1789 seinen angestammten Namen und Wappen mit dem Namen und Wappen derer von Normann vereinigte. Kahlden von Normann selbst wurde ebenfalls preußischer Generalmajor und erhielt 1793 den Orden Pour le Mérite, seine Familie erlosch jedoch bereits mit den Enkeltöchtern.
Die von Kahlden stellten zahlreiche Söhne als Offiziere in kaiserlichen, sächsischen, württembergischen, dänischen und schwedischen Militärdiensten, vor allem aber in der preußischen Armee. Diese soldatische Tradition setzte sich bis in die jüngste Vergangenheit fort. Herausragend für die Familie zu nennen ist der an seinen bei Zorndorf erhaltenen Wunden verstorbene preußische Generalmajor Henning Alexander von Kahlden (1713–1758). Oberstleutnant im Heer Hans-Heinrich von Kahlden (1874–1933) erhielt am 6. November 1918 den Orden Pour le Mérite. Alexander Friedrich Hermann Henning von Kahlden (1914–1945) war Oberstleutnant und Kommandeur in der Fallschirm-Panzer-Division 1 Hermann Göring während des Zweiten Weltkriegs, Wolf von Kahlden (1901–1979) war Generalstabsoffizier der Wehrmacht, später Brigadegeneral des Heeres der Bundeswehr.
Für die Jahre 1764 bis 1840 hatten die von Kahlden das mindensche Erbmarschallamt inne.
Dr. phil. Eberhard Anton Maria August Hubert von Kahlden (1866–1920), Sekretär des Landeskulturamtes in Dresden, wurde unter der Nr. 251 am 27. Juli 1906 in das königlich sächsische Adelbuch eingetragen.
Auch wenn die folgenden drei Angehörigen in der Literatur mit dem Titel Freiherr oder Baron genannt werden, lässt sich eine dahingehende Standeserhebung nicht nachweisen.
- Der königlich württembergische Kammerherr und Oberforstmeister Melchior Karl Friedrich von Kahlden (1785–1845) hielt sich um 1816 als Ordonnanzoffizier in Petersburg auf.[2]
- Der preußische Leutnant a. D. und Generaldirektor in Rio Grande do Sul Karl Hermann von Kahlden (* 1831) gründete um 1855 mit deutschen Siedlern am Rande des Serra-Geral-Gebirges den Ort Santo Ângelo.[3]
- Im Jahre 1872 kaufte eine Aktiengesellschaft des preußischen Rittmeisters Friedrich Wilhelm August Otto von Kahlden (1829–1899) die Anlage des Seebades Heiligendamm für 500.000 Taler, 1885 wurde er Alleineigentümer.

Die oft postulierte agnatische Abstammung derer von Kahlden von dem mecklenburgischen Geschlecht Kalende auch Kahland oder ebenfalls Kahlden, ist bisher nicht sicher zu belegen. Diese Familie, welche noch 1628 auf Rey begütert war, führte im Wappen auf blauem Felde einen roten Steighaken, auf dem Helm mit blau-roten Decken, eine goldene mit drei Pfauenfedern besteckte Säule, die an jeder Seite von dem Steighaken begleitet war.
Die in Schlesien begüterte Familie von Kahle oder von Kahlow führte zwar ein den von Kahlden identisches Wappen, jedoch ist auch hier der agnatische Zusammenhang nicht deutlich. Dieses Geschlecht soll mit der Braut Herzog Heinrich des Treuen oder bereits zur Zeit der Herrschaft seines Vaters, Herzog Heinrichs III. mit ins Herzogtum Glogau gelangt sein.
Ebenfalls adelsrechtlich nicht zur Familie gehören die Geschwister Ursula (* 1907) und Kurt (* 1909) Gliszczyński, uneheliche Kinder des Hauptmanns Kurt von Kahlden (1878–1914), welche jedoch mit Ermächtigung des preußischen Justizministeriums in Berlin aus dem Jahre 1920 den Namen von Kahlden führen durften.

## Besitz
Die von Kahlden besaßen auf Rügen: Buse, Dumsevitz, Duntz, Grabow, Karnitz, Kollhof, Kotelvitz, Kubitz, Maltzien, Neklade, Poppelvitz, Renz, Savenitz, Groß Schoritz, Klein Schoritz, Silchow, Silmitz, Tangmitz, Tegelhof, Uebechel, Unrow, Gr. u. Kl. Warksow, Zanow, Zicker und Zudar.
Weiterhin besaßen sie in Pommern im Landkreis Franzburg-Barth: Behrenshagen, Daskow, Dettmannsdorf, Altenwillershagen, sowie Gottberg im Landkreis Pyritz und Pustar im späteren Landkreis Kolberg-Körlin
Ab 1749 machte sich die Familie in der Altmark besitzlich: Arensberg, Bartelshof, Berge, Busch, Beverlack, Busch, Giesenschlage, Iden, Kannenberg, Hohenberg und Roebel.
Um 1800 gehörten den von Kahlden auch die Mecklenburgischen Güter Bäbelitz und Gutendorf. Tangrim wohl schon vor 1795, da am 30. März 1795 die Zwillingstöchter Wilhelmine und Caroline von Hans Adam von Kahlden im Einschreibebuch des Klosters Dobbertin eingetragen wurden.
1850 besaßen sie auch Soykowo bei Inowrazlaw und breiteten sich von dort weiter nach Kurowice bei Warschau aus.

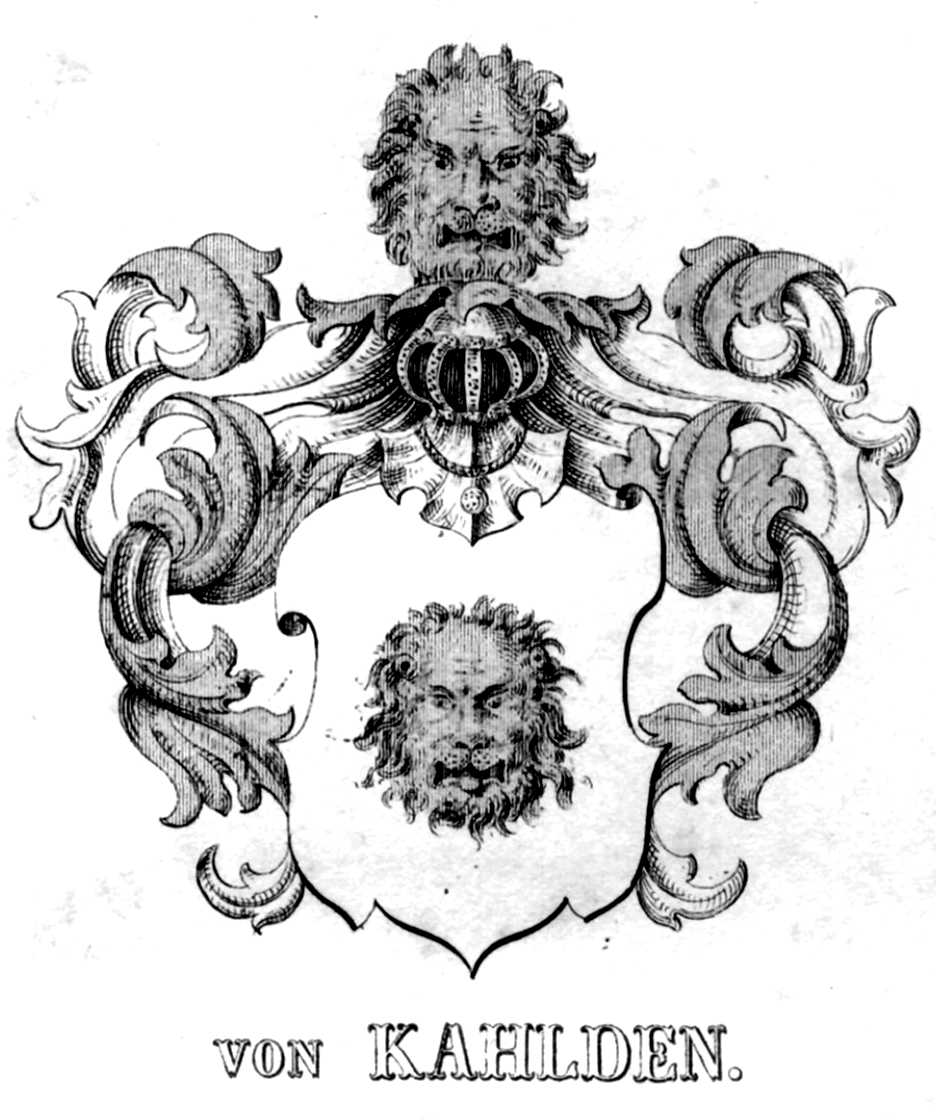
Wappen von J.T. Bagmihl, 1843

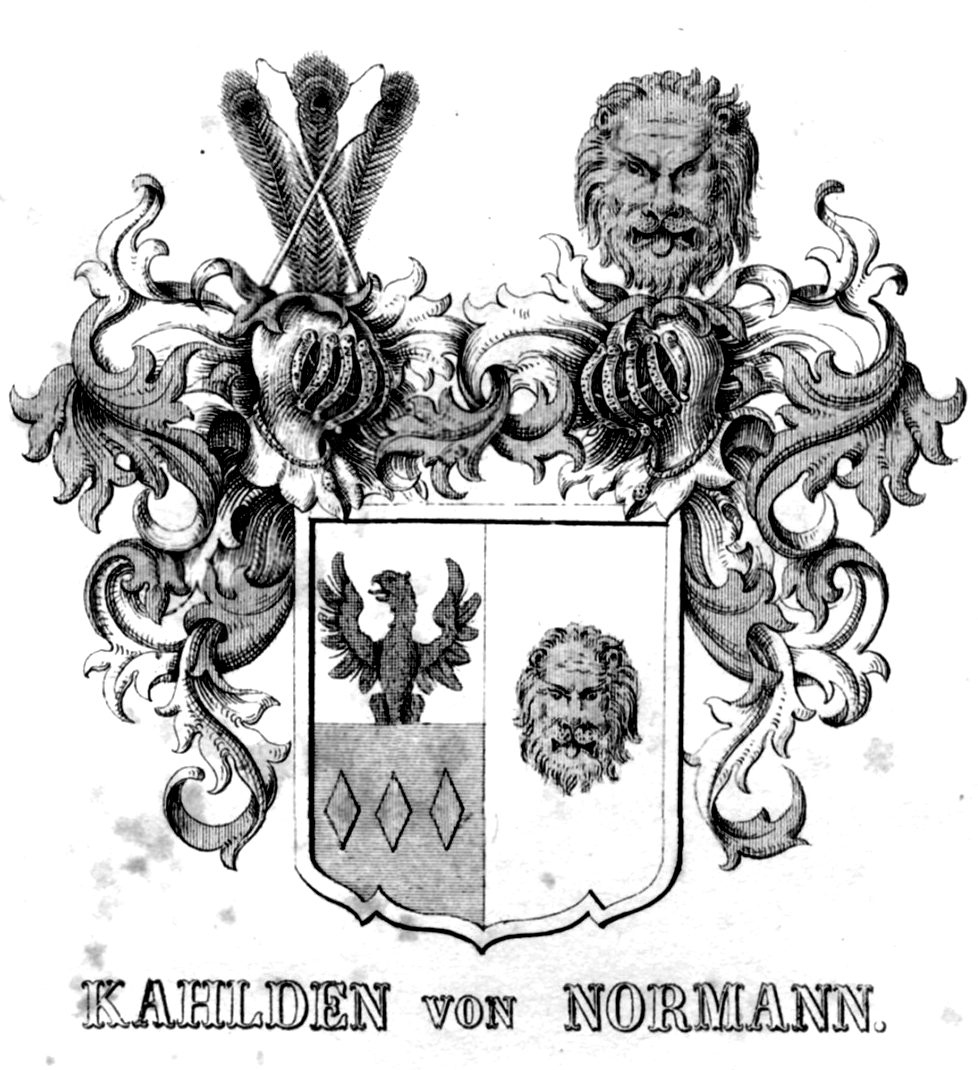
Wappen von J.T. Bagmihl, 1843

## Wappen
Das Stammwappen zeigt in Silber einen roten Löwenkopf. Auf dem Helm mit rot-silbernen Helmdecken der Löwenkopf.
Die schwarze Linie der Familie führte anstelle dessen einen schwarzen Löwenkopf im Schild.
Das Wappen der Kahlden von Normann zeigt im silbern eingefassten, der Länge nach geteilten Schild: rechts quer geteilt, oben in Silber ein aufwachsender, rechtssehender, schwarzer Adler, unten in Blau drei nebeneinanderstehende, rote Rauten; links in Silber ein vorwärtssehender, roter Löwenkopf. Auf dem Schilde stehen zwei Helme. Der rechte Helm trägt hinter zwei ins Andreaskreuz gelegten, goldenen (nach einigen Abbildungen silbernen) Grabscheiten drei Pfauenfedern, der linke einen vorwärtssehenden, roten Löwenkopf. Die Helmdecken sind rechts und links rot und silbern.

## Bekannte Familienmitglieder
- Henning Alexander von Kahlden (1713–1758), preußischer Generalmajor
- Balthasar Ernst Alexander Ferdinand Kahlden von Normann (1766–1821), preußischer Generalmajor
- August Paul von Kahlden (1823–1894), preußischer Generalmajor
- Clemens von Kahlden (1859–1903), Pathologie-Professor in Freiburg im Breisgau
- Hans Heinrich von Kahlden (1874–1933), deutscher Offizier und Träger des Pour le Mérite (Militärorden)
- Naëma von Kahlden (1854–1927), deutsche Schriftstellerin
- Wolf von Kahlden (1901–1979), Brigadegeneral des Heeres der Bundeswehr